# Feyzin
Feyzin är en kommun i departementet Rhône i regionen Auvergne-Rhône-Alpes i östra Frankrike. Kommunen ligger i kantonen Saint-Fons som tillhör arrondissementet Lyon. År 2022 hade Feyzin 9 727 invånare.

## Befolkningsutveckling
Antalet invånare i kommunen Feyzin
| Referens: INSEE |